# Landion (Armance)
Der Landion ist ein Fluss in Frankreich, der in den Regionen Bourgogne-Franche-Comté und Grand Est verläuft. Er entspringt  
beim Waschhaus, im Ortsgebiet von Quincerot, versickert jedoch nach etwa 250 Metern wieder im Untergrund und erreicht erst im Nachbarort Étourvy, wo sich mehrere Quellen befinden, wieder die Oberfläche. Er entwässert generell Richtung Nordwest und mündet nach rund 26 Kilometern im Gemeindegebiet von Davrey als linker Nebenfluss in die Armance. Auf seinem Weg durchquert der Landion die Départements Yonne und Aube.

## Orte am Fluss
(Reihenfolge in Fließrichtung)
- Quincerot
- Étourvy
- Chesley
- Cussangy
- Turgy
- Vanlay
- Avreuil
- Davrey